# Monotype Imaging
Monotype Imaging (англ. Monotype Imaging Holdings) — североамериканская корпорация, расположенная в городе Уоберн, Массачусетс, специализирующаяся в области вёрстки и дизайна гарнитур (словолитня), также как и текстовых и графических решений для использования в сфере потребительской электроники. Холдинг Monotype является владельцем Monotype Imaging Inc., Linotype, International Typeface Corporation и многих других компаний. Корпорация Monotype, её предшественники и подразделения внесли значительный вклад в области развития технологии печати. Результатами их работы стали машины Монотип, ставшей первой в мире автоматической машиной по набору текстов, и Линотип, а также множество типографских гарнитур в XIX и XX веках. Подразделения Monotype Imaging являются правообладателями множества популярных шрифтов, включая Helvetica, Franklin Gothic, ITC Avant Garde, Optima и Times New Roman.
13 апреля 2022 компания заблокировала доступ к библиотекам шрифтов клиентам из России